# توکای پشت‌توسی
توکای پشت‌توسی (نام علمی: Geokichla schistacea) پرندهای از سردهٔ توکای آسیایی است که در جزایر تانیمبار یافت می‌شود.